# Georgiens herrlandslag i futsal
Georgiens herrlandslag i futsal representerar Georgien i futsal för herrar och styrs av den georgiska fotbollsfederationen med säte i Tbilisi. I april 2012 var Georgien rankade som 59:a på världsrankinglistan. Landets hittills största seger kom år 2011 då man slog Malta i Tbilisi med 10-0. Den största förlusten kom mot Spanien år 2008, då man förlorade med 13-1.
Landet har ännu inte lyckats kvala sig in till något större mästerskap (varken VM i futsal eller EM i futsal).